# 艾麗卡·施泰恩巴赫
艾麗卡·施泰恩巴赫（Erika Steinbach，1943年7月25日—）是一名德國女性政治人物，自1990年起擔任德國聯邦議院議員。她曾是基督教民主联盟成員，2017年1月因為不滿總理安格拉·默克爾的難民政策而宣佈退黨。
施泰恩巴赫於2016年表示無意在2017年德国联邦议院选举尋求連任。